# 김민신
김민신은 대한민국의 성우이다. 2011년 KBS 36기 공채 성우로 데뷔하였다.

## 주요 출연작품

### 라디오
- KBS radio『서울살림 무엇이든 물어보세요』MC
- TBS radio『노래하는 FM 2부』 MC
- KBS radio『지금은 탈북인 시대』MC
- TBS radio『오지혜의 좋은 사람들』패널
- MBC radio『굿모닝FM 전현무입니다』패널

### 방송
- MBC TV『생방송 오늘 아침』패널
- KBS 2TV『생방송 오늘』패널
- 동아 TV 『S - 매거진』패널
- 드라마 《왕꽃 선녀님》 (2004년~2005년, MBC) - 인테리어 연구소 직원 역

### 영화
- 웨딩 싱어 (KBS) - 케이트(조디 텔렌)